# Dario Baldan Bembo
Pour les articles homonymes, voir Bembo.
Dario Baldan Bembo (né à Milan le 15 mai 1948) est un  auteur-compositeur-interprète, arrangeur de musique et musicien italien, surtout connu pour les chansons Aria  et Amico è.

## Biographie
Né à Milan en 1948, Baldan Bembo a commencé sa carrière musicale comme claviériste pour, entre autres, Lucio Battisti et Adriano Celentano,.
En 1970, il rejoint le groupe Equipe 84, avec lequel il commence à travailler comme compositeur. En 1972, il obtient ses premiers succès en tant qu'auteur de deux chansons écrites pour Mia Martini, Piccolo uomo et Donna sola, suivies en 1973 par Minuetto et en 1974 par Inno, . En 1975, il fait ses débuts en tant que chanteur avec  Aria, qui se classe deuxième du hit-parade italien  et devient un succès international.
En 1981, il participe au Festival de musique de Sanremo avec la chanson Tu cosa fai stasera, qui se classe troisième la chanson a été reprise par Guys 'n'Dolls sous le titre Broken Dreams et par Sarah Brightman sous le titre Just Show Me How to Love You. Il revient à Sanremo en 1985, avec la chanson Da quando non ci sei.
Son principal succès en tant qu'auteur-compositeur est la chanson Amico è interpretée avec Caterina Caselli, chanson du générique du jeu de Mike Bongiorno SuperFlash et qui devient un « chant de stade » ,.
En tant que compositeur, ses collaborations incluent Daniel Sentacruz Ensemble, Mina et Ornella Vanoni. Céline Dion repris ses chansons Dolce fiore, sortie en single sous le titre L'amour viendra et Amico è sous le titre Hymne à l'amitié.

## Discographie

### Simgle
- 1975 : Aria
- 1975 : Crescendo
- 1977 : Non mi lasciare
- 1978 : Piccolina
- 1979 : Giuro
- 1981 : Tu cosa fai stasera?
- 1983 : Amico è (avec Caterina Caselli)
- 1983 : Voci di città
- 1984 : Flashback (comme Space Philharmonic)
- 1985 : Da quando non ci sei (una volta ancora)

### Albums studio
- 1975 : Aria
- 1975 : Crescendo
- 1977 : Migrazione
- 1979 : Dario Baldan Bembo
- 1981 : Voglia d'azzurro
- 1982 : Etereo (comme "Bembo's Orchestra")
- 1982 : Spirito della Terra
- 1985 : Spazi uniti
- 1991 : Un po 'per vivere, un po' per sognare
- 1996 : Il canto dell'umanità
- 1999 : Amico è - successi